# Colletes punctatus
Colletes punctatus är en biart som beskrevs av Mocsary 1877. Colletes punctatus ingår i släktet sidenbin, och familjen korttungebin. Inga underarter finns listade i Catalogue of Life.